# Volta a Llombardia 2020
La Volta a Llombardia 2020, 114a edició de la Volta a Llombardia, es disputà el dissabte 15 d'agost de 2020, amb un recorregut de 231 km entre Bèrgam i Como. La cursa formava part de l'UCI World Tour 2020.
El vencedor final fou el danès Jakob Fuglsang (Team Astana), que s'imposà amb 31" d'avantatge sobre el neozelandès George Bennett (Team Jumbo-Visma) i 51" sobre el rus Aleksandr Vlàssov (Team Astana), segon i tercer respectivament. La victòria de Fuglsang es va veure entelada per la caiguda que patí Remco Evenepoel (Deceuninck-Quick Step) en els darrers quilòmetres de cursa quan va caure per un pont i es fracturà la pelvis.

## Equips participants
El 19 equips UCI World Tour són presents en aquesta cursa, així com sis equips continentals professionals convidats:
| WorldTeams (19)- Deceuninck-Quick Step - Groupama-FDJ - Lotto Soudal - EF Pro Cycling - AG2R La Mondiale - Astana - Bahrain McLaren - Bora-Hansgrohe - CCC Team - Cofidis - Israel Start-Up Nation - Movistar Team - Mitchelton-Scott - NTT Pro Cycling - Ineos - Jumbo-Visma - Team Sunweb - Trek-Segafredo - UAE Team Emirates ProTeams (6)- Alpecin-Fenix - Androni Giocattoli-Sidermec - Gazprom-RusVelo - Circus-Wanty Gobert - Bardiani CSF Faizanè - Vini Zabù-KTM |
| |

## Classificació final
| \| Classificació general \| Classificació general \| Classificació general \| Classificació general \| Classificació general \| \| Corredor \| Corredor \| Equip \| Temps \| \| \| --------------------- \| -------------------------- \| ---------------------- \| --------------------- \| --------------------- \| \| 1r \| Jakob Fuglsang \| Astana \| 5h 32' 54" \| \| \| 2n \| George Bennett \| Jumbo-Visma \| + 31" \| \| \| 3r \| Aleksandr Vlàssov \| Astana \| + 51" \| \| \| 4t \| Bauke Mollema \| Trek-Segafredo \| + 1' 19" \| \| \| 5è \| Giulio Ciccone \| Trek-Segafredo \| + 1' 40" \| \| \| 6è \| Vincenzo Nibali \| Trek-Segafredo \| + 3' 31" \| \| \| 7è \| Maximilian Schachmann \| Bora-Hansgrohe \| + 4' 31" \| \| \| 8è \| Diego Ulissi \| UAE Team Emirates \| + 5' 20" \| \| \| 9è \| Ben Hermans \| Israel Start-Up Nation \| + 6' 00" \| \| \| 10è \| Mathieu van der Poel \| Alpecin-Fenix \| + 6' 28" \| \| \| 11è \| Alessandro De Marchi \| CCC Team \| + 6' 51" \| \| \| 12è \| Antwan Tolhoek \| Jumbo-Visma \| + 8' 15" \| \| \| 13è \| Richard Carapaz Montenegro \| Team Ineos \| + 8' 15" \| \| \| 14è \| Simon Clarke \| EF Pro Cycling \| + 10' 05" \| \| \| 15è \| Jesús Herrada López \| Cofidis \| + 10' 09" \| \| \| 16è \| Dario Cataldo \| Movistar Team \| + 10' 18" \| \| \| 17è \| Ruben Guerreiro \| EF Pro Cycling \| + 10' 25" \| \| \| 18è \| Lorenzo Rota \| Vini Zabù-KTM \| + 10' 25" \| \| \| 19è \| Wilco Kelderman \| Team Sunweb \| + 10' 25" \| \| \| 20è \| Simon Geschke \| CCC Team \| + 10' 25" \| \| |                            |                        |            |
| |                            |                        |            |
| Font: ProCyclingStats |                            |                        |            |
| Classificació general |                            |                        |            |
| Corredor | Corredor                   | Equip                  | Temps      |
| 1r | Jakob Fuglsang             | Astana                 | 5h 32' 54" |
| 2n | George Bennett             | Jumbo-Visma            | + 31"      |
| 3r | Aleksandr Vlàssov          | Astana                 | + 51"      |
| 4t | Bauke Mollema              | Trek-Segafredo         | + 1' 19"   |
| 5è | Giulio Ciccone             | Trek-Segafredo         | + 1' 40"   |
| 6è | Vincenzo Nibali            | Trek-Segafredo         | + 3' 31"   |
| 7è | Maximilian Schachmann      | Bora-Hansgrohe         | + 4' 31"   |
| 8è | Diego Ulissi               | UAE Team Emirates      | + 5' 20"   |
| 9è | Ben Hermans                | Israel Start-Up Nation | + 6' 00"   |
| 10è | Mathieu van der Poel       | Alpecin-Fenix          | + 6' 28"   |
| 11è | Alessandro De Marchi       | CCC Team               | + 6' 51"   |
| 12è | Antwan Tolhoek             | Jumbo-Visma            | + 8' 15"   |
| 13è | Richard Carapaz Montenegro | Team Ineos             | + 8' 15"   |
| 14è | Simon Clarke               | EF Pro Cycling         | + 10' 05"  |
| 15è | Jesús Herrada López        | Cofidis                | + 10' 09"  |
| 16è | Dario Cataldo              | Movistar Team          | + 10' 18"  |
| 17è | Ruben Guerreiro            | EF Pro Cycling         | + 10' 25"  |
| 18è | Lorenzo Rota               | Vini Zabù-KTM          | + 10' 25"  |
| 19è | Wilco Kelderman            | Team Sunweb            | + 10' 25"  |
| 20è | Simon Geschke              | CCC Team               | + 10' 25"  |

## Llista de participants
| Trek-Segafredo TFS | Trek-Segafredo TFS       | Trek-Segafredo TFS |
| ------------------ | ------------------------ | ------------------ |
| Núm                | Ciclista                 | Pos                |
| 1                  | Bauke Mollema (NED)      | 4t                 |
| 2                  | Gianluca Brambilla (ITA) | 27è                |
| 3                  | Giulio Ciccone (ITA)     | 5è                 |
| 4                  | Nicola Conci (ITA)       | 37è                |
| 5                  | Koen de Kort (NED)       | DNF                |
| 6                  | Jacopo Mosca (ITA)       | 26è                |
| 7                  | Vincenzo Nibali (ITA)    | 6è                 |

| AG2R La Mondiale ALM | AG2R La Mondiale ALM      | AG2R La Mondiale ALM |
| -------------------- | ------------------------- | -------------------- |
| Núm                  | Ciclista                  | Pos                  |
| 11                   | Geoffrey Bouchard (FRA)   | 71è                  |
| 12                   | Clément Champoussin (FRA) | DNF                  |
| 13                   | Axel Domont (FRA)         | FC                   |
| 14                   | Mathias Frank (SUI)       | 44è                  |
| 15                   | Ben Gastauer (LUX)        | DNF                  |
| 16                   | Jaakko Hänninen (FIN)     | 25è                  |
| 17                   | Lawrence Warbasse (USA)   | 54è                  |

| Alpecin-Fenix AFC | Alpecin-Fenix AFC          | Alpecin-Fenix AFC |
| ----------------- | -------------------------- | ----------------- |
| Núm               | Ciclista                   | Pos               |
| 21                | Mathieu van der Poel (NED) | 10è               |
| 22                | Floris De Tier (BEL)       | 76è               |
| 23                | Jimmy Janssens (BEL)       | 38è               |
| 24                | Kristian Sbaragli (ITA)    | DNF               |
| 25                | Petr Vakoč (CZE)           | 51è               |
| 26                | Louis Vervaeke (BEL)       | 69è               |
| 27                | Philipp Walsleben (GER)    | DNF               |

| Androni Giocattoli-Sidermec ANS | Androni Giocattoli-Sidermec ANS | Androni Giocattoli-Sidermec ANS |
| ------------------------------- | ------------------------------- | ------------------------------- |
| Núm                             | Ciclista                        | Pos                             |
| 31                              | Nicola Bagioli (ITA)            | DNF                             |
| 32                              | Alessandro Bisolti (ITA)        | DNF                             |
| 33                              | Luca Chirico (ITA)              | DNF                             |
| 34                              | Miguel Flórez López (COL)       | 35è                             |
| 35                              | Davide Gabburo (ITA)            | 75è                             |
| 36                              | Simon Pellaud (SUI)             | DNF                             |
| 37                              | Simone Ravanelli (ITA)          | FC                              |

| Astana AST | Astana AST                     | Astana AST |
| ---------- | ------------------------------ | ---------- |
| Núm        | Ciclista                       | Pos        |
| 41         | Jakob Fuglsang (DEN)           | 1r         |
| 42         | Alexander Aranburu Deba (ESP)  | 80è        |
| 43         | Manuele Boaro (ITA)            | DNF        |
| 44         | Davide Martinelli (ITA)        | DNF        |
| 45         | Ion Izagirre Insausti (ESP)    | 79è        |
| 46         | Harold Tejada (COL)            | 52è        |
| 47         | Aleksandr Vlàssov (RUS) (ruta) | 3r         |

| Bahrain McLaren TBM | Bahrain McLaren TBM       | Bahrain McLaren TBM |
| ------------------- | ------------------------- | ------------------- |
| Núm                 | Ciclista                  | Pos                 |
| 51                  | Enrico Battaglin (ITA)    | 42è                 |
| 52                  | Grega Bole (SLO)          | DNF                 |
| 53                  | Eros Capecchi (ITA)       | DNF                 |
| 54                  | Scott Davies (GBR)        | DNF                 |
| 55                  | Domen Novak (SLO)         | DNF                 |
| 56                  | Mark Padun (UKR)          | DNF                 |
| 57                  | Hermann Pernsteiner (AUT) | 36è                 |

| Bardiani CSF Faizanè BCF | Bardiani CSF Faizanè BCF | Bardiani CSF Faizanè BCF |
| ------------------------ | ------------------------ | ------------------------ |
| Núm                      | Ciclista                 | Pos                      |
| 61                       | Giovanni Carboni (ITA)   | 49è                      |
| 62                       | Luca Covili (ITA)        | 67è                      |
| 63                       | Filippo Fiorelli (ITA)   | DNF                      |
| 64                       | Francesco Romano (ITA)   | DNF                      |
| 65                       | Daniel Savini (ITA)      | DNF                      |
| 66                       | Manuel Senni (ITA)       | FC                       |
| 67                       | Filippo Zana (ITA)       | FC                       |

| Bora-Hansgrohe BOH | Bora-Hansgrohe BOH                 | Bora-Hansgrohe BOH |
| ------------------ | ---------------------------------- | ------------------ |
| Núm                | Ciclista                           | Pos                |
| 71                 | Rafał Majka (POL)                  | 24è                |
| 72                 | Cesare Benedetti (ITA)             | 48è                |
| 73                 | Jean-Pierre Drucker (LUX)          | DNF                |
| 74                 | Patrick Konrad (AUT) (ruta)        | 31è                |
| 75                 | Paweł Poljański (POL)              | DNF                |
| 76                 | Maximilian Schachmann (GER) (ruta) | 7è                 |
| 77                 | Ide Schelling (NED)                | 86è                |

| CCC Team CCC | CCC Team CCC               | CCC Team CCC |
| ------------ | -------------------------- | ------------ |
| Núm          | Ciclista                   | Pos          |
| 81           | Attila Valter (HUN)        | FC           |
| 82           | Alessandro De Marchi (ITA) | 11è          |
| 83           | Simon Geschke (GER)        | 20è          |
| 84           | Kamil Małecki (POL)        | 67è          |
| 85           | Michał Paluta (POL) (ruta) | FC           |
| 86           | Joey Rosskopf (USA)        | 28è          |
| 87           | Georg Zimmermann (GER)     | 56è          |

| Circus-Wanty Gobert CWG | Circus-Wanty Gobert CWG    | Circus-Wanty Gobert CWG |
| ----------------------- | -------------------------- | ----------------------- |
| Núm                     | Ciclista                   | Pos                     |
| 91                      | Jasper De Plus (BEL)       | DNF                     |
| 92                      | Théo Delacroix (FRA)       | FC                      |
| 93                      | Tom Devriendt (BEL)        | DNF                     |
| 94                      | Odd Christian Eiking (NOR) | 33è                     |
| 96                      | Andrea Pasqualon (ITA)     | FC                      |
| 97                      | Simone Petilli (ITA)       | 30è                     |

| Cofidis COF | Cofidis COF                   | Cofidis COF |
| ----------- | ----------------------------- | ----------- |
| Núm         | Ciclista                      | Pos         |
| 101         | Jesús Herrada López (ESP)     | 15è         |
| 102         | Fernando Barceló Aragón (ESP) | DNF         |
| 103         | Jesper Hansen (DEN)           | 34è         |
| 104         | José Herrada López (ESP)      | 73è         |
| 105         | Mathias Le Turnier (FRA)      | FC          |
| 106         | Emmanuel Morin (FRA)          | DNF         |
| 107         | Attilio Viviani (ITA)         | DNF         |

| Deceuninck-Quick Step DQT | Deceuninck-Quick Step DQT   | Deceuninck-Quick Step DQT |
| ------------------------- | --------------------------- | ------------------------- |
| Núm                       | Ciclista                    | Pos                       |
| 111                       | Remco Evenepoel (BEL)       | DNF                       |
| 112                       | João Almeida (POR)          | DNF                       |
| 113                       | Andrea Bagioli (ITA)        | DNF                       |
| 114                       | Mattia Cattaneo (ITA)       | DNF                       |
| 115                       | Dries Devenyns (BEL)        | DNF                       |
| 116                       | Mikkel Frølich Honoré (DEN) | 58è                       |
| 117                       | Pieter Serry (BEL)          | DNF                       |

| EF Pro Cycling EF1 | EF Pro Cycling EF1            | EF Pro Cycling EF1 |
| ------------------ | ----------------------------- | ------------------ |
| Núm                | Ciclista                      | Pos                |
| 121                | Alberto Bettiol (ITA)         | DNF                |
| 122                | Jonathan Caicedo Cepeda (ECU) | 78è                |
| 123                | Simon Clarke (AUS)            | 14è                |
| 124                | Ruben Guerreiro (POR)         | 17è                |
| 125                | Lachlan Morton (AUS)          | DNF                |
| 126                | Magnus Cort Nielsen (DEN)     | FC                 |
| 127                | Michael Woods (CAN)           | 29è                |

| Gazprom-RusVelo GAZ | Gazprom-RusVelo GAZ      | Gazprom-RusVelo GAZ |
| ------------------- | ------------------------ | ------------------- |
| Núm                 | Ciclista                 | Pos                 |
| 131                 | Anton Kuzmin (KAZ)       | DNF                 |
| 132                 | Serguei Txernetski (RUS) | 47è                 |
| 133                 | Denís Nekràssov (RUS)    | DNF                 |
| 134                 | Artiom Nitx (RUS)        | 74è                 |
| 135                 | Ivan Rovni (RUS)         | 59è                 |
| 136                 | Aleksei Ribalkin (RUS)   | 63è                 |
| 137                 | Simone Velasco (ITA)     | 64è                 |

| Groupama-FDJ GFC | Groupama-FDJ GFC      | Groupama-FDJ GFC |
| ---------------- | --------------------- | ---------------- |
| Núm              | Ciclista              | Pos              |
| 141              | Alexys Brunel (FRA)   | DNF              |
| 142              | Kilian Frankiny (SUI) | FC               |
| 143              | Rudy Molard (FRA)     | 21è              |
| 144              | Anthony Roux (FRA)    | 41è              |
| 145              | Romain Seigle (FRA)   | FC               |
| 146              | Benjamin Thomas (FRA) | FC               |
| 147              | Simon Guglielmi (FRA) | 45è              |

| Israel Start-Up Nation ISN | Israel Start-Up Nation ISN  | Israel Start-Up Nation ISN |
| -------------------------- | --------------------------- | -------------------------- |
| Núm                        | Ciclista                    | Pos                        |
| 151                        | Matteo Badilatti (SUI)      | 23è                        |
| 152                        | Guillaume Boivin (CAN)      | DNF                        |
| 153                        | Alexander Cataford (CAN)    | DNF                        |
| 154                        | Omer Goldstein (ISR)        | FC                         |
| 155                        | Ben Hermans (BEL)           | 9è                         |
| 156                        | Daniel Navarro García (ESP) | 22è                        |
| 157                        | James Piccoli (CAN)         | FC                         |

| Lotto-Soudal LTS | Lotto-Soudal LTS         | Lotto-Soudal LTS |
| ---------------- | ------------------------ | ---------------- |
| Núm              | Ciclista                 | Pos              |
| 161              | Tim Wellens (BEL)        | FC               |
| 162              | Steff Cras (BEL)         | 49è              |
| 163              | Kobe Goossens (BEL)      | 71è              |
| 164              | Adam Hansen (AUS)        | DNF              |
| 165              | Nikolas Maes (BEL)       | DNF              |
| 166              | Tomasz Marczyński (POL)  | DNF              |
| 167              | Tosh Van der Sande (BEL) | DNF              |

| Mitchelton-Scott MTS | Mitchelton-Scott MTS        | Mitchelton-Scott MTS |
| -------------------- | --------------------------- | -------------------- |
| Núm                  | Ciclista                    | Pos                  |
| 171                  | Mikel Nieve Iturralde (ESP) | DNF                  |
| 172                  | Michael Albasini (SUI)      | DNF                  |
| 173                  | Tsgabu Grmay (ETH)          | 82è                  |
| 174                  | Lucas Hamilton (AUS)        | DNF                  |
| 175                  | Cameron Meyer (AUS) (ruta)  | DNF                  |
| 176                  | Callum Scotson (AUS)        | DNF                  |
| 177                  | Robert Stannard (AUS)       | 54è                  |

| Movistar Team MOV | Movistar Team MOV            | Movistar Team MOV |
| ----------------- | ---------------------------- | ----------------- |
| Núm               | Ciclista                     | Pos               |
| 181               | Dario Cataldo (ITA)          | 16è               |
| 182               | Juan Diego Alba (COL)        | 85è               |
| 183               | Héctor Carretero Milla (ESP) | DNF               |
| 184               | Juri Hollmann (GER)          | FC                |
| 185               | Einer Rubio (COL)            | 60è               |
| 186               | Eduardo Sepúlveda (ARG)      | 83è               |
| 187               | Davide Villella (ITA)        | DNF               |

| NTT Pro Cycling NTT | NTT Pro Cycling NTT     | NTT Pro Cycling NTT |
| ------------------- | ----------------------- | ------------------- |
| Núm                 | Ciclista                | Pos                 |
| 191                 | Stefan de Bod (RSA)     | 78è                 |
| 192                 | Benjamin Dyball (AUS)   | DNF                 |
| 193                 | Enrico Gasparotto (SUI) | DNF                 |
| 194                 | Benjamin King (USA)     | FC                  |
| 195                 | Gino Mäder (SUI)        | DNF                 |
| 196                 | Matteo Sobrero (ITA)    | DNF                 |
| 197                 | Danilo Wyss (SUI)       | DNF                 |

| Team Ineos INS | Team Ineos INS                   | Team Ineos INS |
| -------------- | -------------------------------- | -------------- |
| Núm            | Ciclista                         | Pos            |
| 201            | Richard Carapaz Montenegro (ECU) | 13è            |
| 202            | Edward Dunbar (IRL)              | 40è            |
| 203            | Tao Geoghegan Hart (GBR)         | DNF            |
| 204            | Gianni Moscon (ITA)              | 56è            |
| 205            | Salvatore Puccio (ITA)           | DNF            |
| 206            | Iván Ramiro Sosa Cuervo (COL)    | DNF            |
| 207            | Ben Swift (GBR) (ruta)           | DNF            |

| Jumbo-Visma TJV | Jumbo-Visma TJV        | Jumbo-Visma TJV |
| --------------- | ---------------------- | --------------- |
| Núm             | Ciclista               | Pos             |
| 211             | George Bennett (NZL)   | 2n              |
| 212             | Koen Bouwman (NED)     | 68è             |
| 213             | Chris Harper (AUS)     | 72è             |
| 214             | Lennard Hofstede (NED) | DNF             |
| 215             | Paul Martens (GER)     | DNF             |
| 216             | Jonas Vingegaard (DEN) | DNF             |
| 217             | Antwan Tolhoek (NED)   | 12è             |

| Team Sunweb SUN | Team Sunweb SUN       | Team Sunweb SUN |
| --------------- | --------------------- | --------------- |
| Núm             | Ciclista              | Pos             |
| 221             | Wilco Kelderman (NED) | 19è             |
| 222             | Nico Denz (GER)       | DNF             |
| 223             | Chad Haga (USA)       | 32è             |
| 224             | Chris Hamilton (AUS)  | 50è             |
| 225             | Jai Hindley (AUS)     | 64è             |
| 226             | Martijn Tusveld (NED) | DNF             |
| 227             | Florian Stork (GER)   | 65è             |

| UAE Team Emirates UAD | UAE Team Emirates UAD       | UAE Team Emirates UAD |
| --------------------- | --------------------------- | --------------------- |
| Núm                   | Ciclista                    | Pos                   |
| 231                   | Diego Ulissi (ITA)          | 8è                    |
| 232                   | Fabio Aru (ITA)             | DNF                   |
| 233                   | Valerio Conti (ITA)         | DNF                   |
| 234                   | Alessandro Covi (ITA)       | DNF                   |
| 235                   | Brandon McNulty (USA)       | 61è                   |
| 236                   | Edward Ravasi (ITA)         | 60è                   |
| 237                   | Aliaksandr Rabuixenka (BLR) | DNF                   |

| Vini Zabù-KTM THR | Vini Zabù-KTM THR       | Vini Zabù-KTM THR |
| ----------------- | ----------------------- | ----------------- |
| Núm               | Ciclista                | Pos               |
| 241               | Giovanni Visconti (ITA) | DNF               |
| 242               | Lorenzo Fortunato (ITA) | 43è               |
| 243               | Marco Frapporti (ITA)   | DNF               |
| 244               | Andrea Garosio (ITA)    | 39è               |
| 245               | James Mitri (NZL)       | DNF               |
| 246               | Lorenzo Rota (ITA)      | 18è               |
| 247               | Matteo Spreafico (ITA)  | 83è               |

| Trek-Segafredo TFS | Trek-Segafredo TFS       | Trek-Segafredo TFS |
| ------------------ | ------------------------ | ------------------ |
| Núm                | Ciclista                 | Pos                |
| 1                  | Bauke Mollema (NED)      | 4t                 |
| 2                  | Gianluca Brambilla (ITA) | 27è                |
| 3                  | Giulio Ciccone (ITA)     | 5è                 |
| 4                  | Nicola Conci (ITA)       | 37è                |
| 5                  | Koen de Kort (NED)       | DNF                |
| 6                  | Jacopo Mosca (ITA)       | 26è                |
| 7                  | Vincenzo Nibali (ITA)    | 6è                 |

| AG2R La Mondiale ALM | AG2R La Mondiale ALM      | AG2R La Mondiale ALM |
| -------------------- | ------------------------- | -------------------- |
| Núm                  | Ciclista                  | Pos                  |
| 11                   | Geoffrey Bouchard (FRA)   | 71è                  |
| 12                   | Clément Champoussin (FRA) | DNF                  |
| 13                   | Axel Domont (FRA)         | FC                   |
| 14                   | Mathias Frank (SUI)       | 44è                  |
| 15                   | Ben Gastauer (LUX)        | DNF                  |
| 16                   | Jaakko Hänninen (FIN)     | 25è                  |
| 17                   | Lawrence Warbasse (USA)   | 54è                  |

| Alpecin-Fenix AFC | Alpecin-Fenix AFC          | Alpecin-Fenix AFC |
| ----------------- | -------------------------- | ----------------- |
| Núm               | Ciclista                   | Pos               |
| 21                | Mathieu van der Poel (NED) | 10è               |
| 22                | Floris De Tier (BEL)       | 76è               |
| 23                | Jimmy Janssens (BEL)       | 38è               |
| 24                | Kristian Sbaragli (ITA)    | DNF               |
| 25                | Petr Vakoč (CZE)           | 51è               |
| 26                | Louis Vervaeke (BEL)       | 69è               |
| 27                | Philipp Walsleben (GER)    | DNF               |

| Androni Giocattoli-Sidermec ANS | Androni Giocattoli-Sidermec ANS | Androni Giocattoli-Sidermec ANS |
| ------------------------------- | ------------------------------- | ------------------------------- |
| Núm                             | Ciclista                        | Pos                             |
| 31                              | Nicola Bagioli (ITA)            | DNF                             |
| 32                              | Alessandro Bisolti (ITA)        | DNF                             |
| 33                              | Luca Chirico (ITA)              | DNF                             |
| 34                              | Miguel Flórez López (COL)       | 35è                             |
| 35                              | Davide Gabburo (ITA)            | 75è                             |
| 36                              | Simon Pellaud (SUI)             | DNF                             |
| 37                              | Simone Ravanelli (ITA)          | FC                              |

| Astana AST | Astana AST                     | Astana AST |
| ---------- | ------------------------------ | ---------- |
| Núm        | Ciclista                       | Pos        |
| 41         | Jakob Fuglsang (DEN)           | 1r         |
| 42         | Alexander Aranburu Deba (ESP)  | 80è        |
| 43         | Manuele Boaro (ITA)            | DNF        |
| 44         | Davide Martinelli (ITA)        | DNF        |
| 45         | Ion Izagirre Insausti (ESP)    | 79è        |
| 46         | Harold Tejada (COL)            | 52è        |
| 47         | Aleksandr Vlàssov (RUS) (ruta) | 3r         |

| Bahrain McLaren TBM | Bahrain McLaren TBM       | Bahrain McLaren TBM |
| ------------------- | ------------------------- | ------------------- |
| Núm                 | Ciclista                  | Pos                 |
| 51                  | Enrico Battaglin (ITA)    | 42è                 |
| 52                  | Grega Bole (SLO)          | DNF                 |
| 53                  | Eros Capecchi (ITA)       | DNF                 |
| 54                  | Scott Davies (GBR)        | DNF                 |
| 55                  | Domen Novak (SLO)         | DNF                 |
| 56                  | Mark Padun (UKR)          | DNF                 |
| 57                  | Hermann Pernsteiner (AUT) | 36è                 |

| Bardiani CSF Faizanè BCF | Bardiani CSF Faizanè BCF | Bardiani CSF Faizanè BCF |
| ------------------------ | ------------------------ | ------------------------ |
| Núm                      | Ciclista                 | Pos                      |
| 61                       | Giovanni Carboni (ITA)   | 49è                      |
| 62                       | Luca Covili (ITA)        | 67è                      |
| 63                       | Filippo Fiorelli (ITA)   | DNF                      |
| 64                       | Francesco Romano (ITA)   | DNF                      |
| 65                       | Daniel Savini (ITA)      | DNF                      |
| 66                       | Manuel Senni (ITA)       | FC                       |
| 67                       | Filippo Zana (ITA)       | FC                       |

| Bora-Hansgrohe BOH | Bora-Hansgrohe BOH                 | Bora-Hansgrohe BOH |
| ------------------ | ---------------------------------- | ------------------ |
| Núm                | Ciclista                           | Pos                |
| 71                 | Rafał Majka (POL)                  | 24è                |
| 72                 | Cesare Benedetti (ITA)             | 48è                |
| 73                 | Jean-Pierre Drucker (LUX)          | DNF                |
| 74                 | Patrick Konrad (AUT) (ruta)        | 31è                |
| 75                 | Paweł Poljański (POL)              | DNF                |
| 76                 | Maximilian Schachmann (GER) (ruta) | 7è                 |
| 77                 | Ide Schelling (NED)                | 86è                |

| CCC Team CCC | CCC Team CCC               | CCC Team CCC |
| ------------ | -------------------------- | ------------ |
| Núm          | Ciclista                   | Pos          |
| 81           | Attila Valter (HUN)        | FC           |
| 82           | Alessandro De Marchi (ITA) | 11è          |
| 83           | Simon Geschke (GER)        | 20è          |
| 84           | Kamil Małecki (POL)        | 67è          |
| 85           | Michał Paluta (POL) (ruta) | FC           |
| 86           | Joey Rosskopf (USA)        | 28è          |
| 87           | Georg Zimmermann (GER)     | 56è          |

| Circus-Wanty Gobert CWG | Circus-Wanty Gobert CWG    | Circus-Wanty Gobert CWG |
| ----------------------- | -------------------------- | ----------------------- |
| Núm                     | Ciclista                   | Pos                     |
| 91                      | Jasper De Plus (BEL)       | DNF                     |
| 92                      | Théo Delacroix (FRA)       | FC                      |
| 93                      | Tom Devriendt (BEL)        | DNF                     |
| 94                      | Odd Christian Eiking (NOR) | 33è                     |
| 96                      | Andrea Pasqualon (ITA)     | FC                      |
| 97                      | Simone Petilli (ITA)       | 30è                     |

| Cofidis COF | Cofidis COF                   | Cofidis COF |
| ----------- | ----------------------------- | ----------- |
| Núm         | Ciclista                      | Pos         |
| 101         | Jesús Herrada López (ESP)     | 15è         |
| 102         | Fernando Barceló Aragón (ESP) | DNF         |
| 103         | Jesper Hansen (DEN)           | 34è         |
| 104         | José Herrada López (ESP)      | 73è         |
| 105         | Mathias Le Turnier (FRA)      | FC          |
| 106         | Emmanuel Morin (FRA)          | DNF         |
| 107         | Attilio Viviani (ITA)         | DNF         |

| Deceuninck-Quick Step DQT | Deceuninck-Quick Step DQT   | Deceuninck-Quick Step DQT |
| ------------------------- | --------------------------- | ------------------------- |
| Núm                       | Ciclista                    | Pos                       |
| 111                       | Remco Evenepoel (BEL)       | DNF                       |
| 112                       | João Almeida (POR)          | DNF                       |
| 113                       | Andrea Bagioli (ITA)        | DNF                       |
| 114                       | Mattia Cattaneo (ITA)       | DNF                       |
| 115                       | Dries Devenyns (BEL)        | DNF                       |
| 116                       | Mikkel Frølich Honoré (DEN) | 58è                       |
| 117                       | Pieter Serry (BEL)          | DNF                       |

| EF Pro Cycling EF1 | EF Pro Cycling EF1            | EF Pro Cycling EF1 |
| ------------------ | ----------------------------- | ------------------ |
| Núm                | Ciclista                      | Pos                |
| 121                | Alberto Bettiol (ITA)         | DNF                |
| 122                | Jonathan Caicedo Cepeda (ECU) | 78è                |
| 123                | Simon Clarke (AUS)            | 14è                |
| 124                | Ruben Guerreiro (POR)         | 17è                |
| 125                | Lachlan Morton (AUS)          | DNF                |
| 126                | Magnus Cort Nielsen (DEN)     | FC                 |
| 127                | Michael Woods (CAN)           | 29è                |

| Gazprom-RusVelo GAZ | Gazprom-RusVelo GAZ      | Gazprom-RusVelo GAZ |
| ------------------- | ------------------------ | ------------------- |
| Núm                 | Ciclista                 | Pos                 |
| 131                 | Anton Kuzmin (KAZ)       | DNF                 |
| 132                 | Serguei Txernetski (RUS) | 47è                 |
| 133                 | Denís Nekràssov (RUS)    | DNF                 |
| 134                 | Artiom Nitx (RUS)        | 74è                 |
| 135                 | Ivan Rovni (RUS)         | 59è                 |
| 136                 | Aleksei Ribalkin (RUS)   | 63è                 |
| 137                 | Simone Velasco (ITA)     | 64è                 |

| Groupama-FDJ GFC | Groupama-FDJ GFC      | Groupama-FDJ GFC |
| ---------------- | --------------------- | ---------------- |
| Núm              | Ciclista              | Pos              |
| 141              | Alexys Brunel (FRA)   | DNF              |
| 142              | Kilian Frankiny (SUI) | FC               |
| 143              | Rudy Molard (FRA)     | 21è              |
| 144              | Anthony Roux (FRA)    | 41è              |
| 145              | Romain Seigle (FRA)   | FC               |
| 146              | Benjamin Thomas (FRA) | FC               |
| 147              | Simon Guglielmi (FRA) | 45è              |

| Israel Start-Up Nation ISN | Israel Start-Up Nation ISN  | Israel Start-Up Nation ISN |
| -------------------------- | --------------------------- | -------------------------- |
| Núm                        | Ciclista                    | Pos                        |
| 151                        | Matteo Badilatti (SUI)      | 23è                        |
| 152                        | Guillaume Boivin (CAN)      | DNF                        |
| 153                        | Alexander Cataford (CAN)    | DNF                        |
| 154                        | Omer Goldstein (ISR)        | FC                         |
| 155                        | Ben Hermans (BEL)           | 9è                         |
| 156                        | Daniel Navarro García (ESP) | 22è                        |
| 157                        | James Piccoli (CAN)         | FC                         |

| Lotto-Soudal LTS | Lotto-Soudal LTS         | Lotto-Soudal LTS |
| ---------------- | ------------------------ | ---------------- |
| Núm              | Ciclista                 | Pos              |
| 161              | Tim Wellens (BEL)        | FC               |
| 162              | Steff Cras (BEL)         | 49è              |
| 163              | Kobe Goossens (BEL)      | 71è              |
| 164              | Adam Hansen (AUS)        | DNF              |
| 165              | Nikolas Maes (BEL)       | DNF              |
| 166              | Tomasz Marczyński (POL)  | DNF              |
| 167              | Tosh Van der Sande (BEL) | DNF              |

| Mitchelton-Scott MTS | Mitchelton-Scott MTS        | Mitchelton-Scott MTS |
| -------------------- | --------------------------- | -------------------- |
| Núm                  | Ciclista                    | Pos                  |
| 171                  | Mikel Nieve Iturralde (ESP) | DNF                  |
| 172                  | Michael Albasini (SUI)      | DNF                  |
| 173                  | Tsgabu Grmay (ETH)          | 82è                  |
| 174                  | Lucas Hamilton (AUS)        | DNF                  |
| 175                  | Cameron Meyer (AUS) (ruta)  | DNF                  |
| 176                  | Callum Scotson (AUS)        | DNF                  |
| 177                  | Robert Stannard (AUS)       | 54è                  |

| Movistar Team MOV | Movistar Team MOV            | Movistar Team MOV |
| ----------------- | ---------------------------- | ----------------- |
| Núm               | Ciclista                     | Pos               |
| 181               | Dario Cataldo (ITA)          | 16è               |
| 182               | Juan Diego Alba (COL)        | 85è               |
| 183               | Héctor Carretero Milla (ESP) | DNF               |
| 184               | Juri Hollmann (GER)          | FC                |
| 185               | Einer Rubio (COL)            | 60è               |
| 186               | Eduardo Sepúlveda (ARG)      | 83è               |
| 187               | Davide Villella (ITA)        | DNF               |

| NTT Pro Cycling NTT | NTT Pro Cycling NTT     | NTT Pro Cycling NTT |
| ------------------- | ----------------------- | ------------------- |
| Núm                 | Ciclista                | Pos                 |
| 191                 | Stefan de Bod (RSA)     | 78è                 |
| 192                 | Benjamin Dyball (AUS)   | DNF                 |
| 193                 | Enrico Gasparotto (SUI) | DNF                 |
| 194                 | Benjamin King (USA)     | FC                  |
| 195                 | Gino Mäder (SUI)        | DNF                 |
| 196                 | Matteo Sobrero (ITA)    | DNF                 |
| 197                 | Danilo Wyss (SUI)       | DNF                 |

| Team Ineos INS | Team Ineos INS                   | Team Ineos INS |
| -------------- | -------------------------------- | -------------- |
| Núm            | Ciclista                         | Pos            |
| 201            | Richard Carapaz Montenegro (ECU) | 13è            |
| 202            | Edward Dunbar (IRL)              | 40è            |
| 203            | Tao Geoghegan Hart (GBR)         | DNF            |
| 204            | Gianni Moscon (ITA)              | 56è            |
| 205            | Salvatore Puccio (ITA)           | DNF            |
| 206            | Iván Ramiro Sosa Cuervo (COL)    | DNF            |
| 207            | Ben Swift (GBR) (ruta)           | DNF            |

| Jumbo-Visma TJV | Jumbo-Visma TJV        | Jumbo-Visma TJV |
| --------------- | ---------------------- | --------------- |
| Núm             | Ciclista               | Pos             |
| 211             | George Bennett (NZL)   | 2n              |
| 212             | Koen Bouwman (NED)     | 68è             |
| 213             | Chris Harper (AUS)     | 72è             |
| 214             | Lennard Hofstede (NED) | DNF             |
| 215             | Paul Martens (GER)     | DNF             |
| 216             | Jonas Vingegaard (DEN) | DNF             |
| 217             | Antwan Tolhoek (NED)   | 12è             |

| Team Sunweb SUN | Team Sunweb SUN       | Team Sunweb SUN |
| --------------- | --------------------- | --------------- |
| Núm             | Ciclista              | Pos             |
| 221             | Wilco Kelderman (NED) | 19è             |
| 222             | Nico Denz (GER)       | DNF             |
| 223             | Chad Haga (USA)       | 32è             |
| 224             | Chris Hamilton (AUS)  | 50è             |
| 225             | Jai Hindley (AUS)     | 64è             |
| 226             | Martijn Tusveld (NED) | DNF             |
| 227             | Florian Stork (GER)   | 65è             |

| UAE Team Emirates UAD | UAE Team Emirates UAD       | UAE Team Emirates UAD |
| --------------------- | --------------------------- | --------------------- |
| Núm                   | Ciclista                    | Pos                   |
| 231                   | Diego Ulissi (ITA)          | 8è                    |
| 232                   | Fabio Aru (ITA)             | DNF                   |
| 233                   | Valerio Conti (ITA)         | DNF                   |
| 234                   | Alessandro Covi (ITA)       | DNF                   |
| 235                   | Brandon McNulty (USA)       | 61è                   |
| 236                   | Edward Ravasi (ITA)         | 60è                   |
| 237                   | Aliaksandr Rabuixenka (BLR) | DNF                   |

| Vini Zabù-KTM THR | Vini Zabù-KTM THR       | Vini Zabù-KTM THR |
| ----------------- | ----------------------- | ----------------- |
| Núm               | Ciclista                | Pos               |
| 241               | Giovanni Visconti (ITA) | DNF               |
| 242               | Lorenzo Fortunato (ITA) | 43è               |
| 243               | Marco Frapporti (ITA)   | DNF               |
| 244               | Andrea Garosio (ITA)    | 39è               |
| 245               | James Mitri (NZL)       | DNF               |
| 246               | Lorenzo Rota (ITA)      | 18è               |
| 247               | Matteo Spreafico (ITA)  | 83è               |